# Antonio Valente (Komponist)
Antonio Valente (mit dem Beinamen Il cieco, „der Blinde“, * um 1520 in Neapel; † um 1600 ebenda) war ein italienischer Dominikaner, Organist, Cembalist und Komponist der Renaissance.

## Leben und Wirken
Antonio Valente wirkte von 1565 bis 1580 als Organist an Sant’Angelo a Nilo in Neapel. Der Dominikaner und Organist Alberto Mazza erwähnte als Herausgeber der Intavolature de Cimbalo im Vorwort, dass Valente von Geburt an blind war. Seine Intavolatura war nicht wie üblich in italienischer Klavierpartitur, sondern in einer spanischen Klaviertabulatur (Intavolierung) notiert (das Königreich Neapel stand damals unter spanischer Herrschaft). Mazza unterstrich im Vorwort die didaktische Absicht dieser Notation und erwähnte, dass so ein musikalischer Laie binnen kurzer Zeit das Cembalospiel erlernen könne. Der Musiktheoretiker Scipione Cerreto gibt in seiner Veröffentlichung Della musica vocale e strumentale (1601) einen Hinweis, dass Valente nicht in Neapel geboren sei.

## Werke
- Intavolatura de Cimbalo libro primo (bestehend aus einer Fantansia, 6 Ricercare, 1 Salve-Regina, 4 französische Chanson-Diminutionen, 6 Variationenfolgen über Baßsätze und 3 Tanzsätze), Neapel 1575
- Versi spirituali sopra tutta le note, con diversi canoni spartiti per sonar ne gli organi, messe, vespere, et altri officii divini, libro secondo, Neapel 1580

## Ausgaben
- Lo Ballo dell’ Intorcia (in: Silva Ibérica, Schott ED 5494)
- Romanesca (in: Silva Ibérica, Schott ED 4215)